# Wabamun Lake
Wabamun Lake är en sjö i Kanada.   Den ligger i provinsen Alberta, i den centrala delen av landet, 2 900 km väster om huvudstaden Ottawa. Wabamun Lake ligger 721 meter över havet.
Omgivningarna runt Wabamun Lake är en mosaik av jordbruksmark och naturlig växtlighet. Runt Wabamun Lake är det glesbefolkat, med 11 invånare per kvadratkilometer.